# Adrian Bräunig
Adrian Bräunig (* 5. August 2000 in München) ist ein deutscher Schauspieler.

## Leben und Wirken
Seinen ersten Auftritt im deutschen Fernsehen hatte er im Jahr 2016 als Lukas Hofer in der ZDF-Serie Die Bergretter. Während er noch das Gymnasium besuchte, folgten weitere Rollen. Im Jahr 2018 erlangte Adrian Bräunig seine Allgemeine Hochschulreife und nahm im Anschluss ein Studium der Rechtswissenschaft an der Ludwig-Maximilians-Universität München auf. Von September 2021 bis Dezember 2023 verkörperte er als festes Ensemble-Mitglied der Serie „Dahoam is Dahaom“ die Rolle des Jonas „Joschi“ Faber.

## Filmografie (Auswahl)
- 2016–2023: Dahoam is Dahoam (Fernsehserie, zunächst als Gastrolle, ab September 2021 als Hauptrolle Jonas „Joschi“ Faber)
- seit 2016: Die Bergretter (Fernsehserie, Rolle Lukas Hofer)
- 2016: Sturm der Liebe (Fernsehserie, Folge Der Abschied und Doppelter Antrag, Rolle: Adrian Lechner (jung))
- 2017: Um Himmels Willen (Fernsehserie, Folge Altes Geheimnis, Regie: Andi Niessner)
- 2018: WaPo Bodensee (Fernsehreihe, Folge Böse Freunde)
- 2018: Tonio und Julia (TV-Film Reihe, Film Schuldgefühle, Regie: Stefan Bühling)
- 2018: Hubert und Staller (Fernsehserie, Folge Schwein gehabt)
- 2019: Der Staatsanwalt (Fernsehserie, Folge Todgeweiht, Regie: Ayşe Polat)
- 2019: Fool Service (Webserien-Pilot, Regie: Florian Arndt)
- 2020: Watzmann ermittelt (Fernsehserie, Rolle Oskar Brenner, Regie: John Delbridge)
- 2020: Frühling – Spuren der Vergangenheit